# Abertura da boca

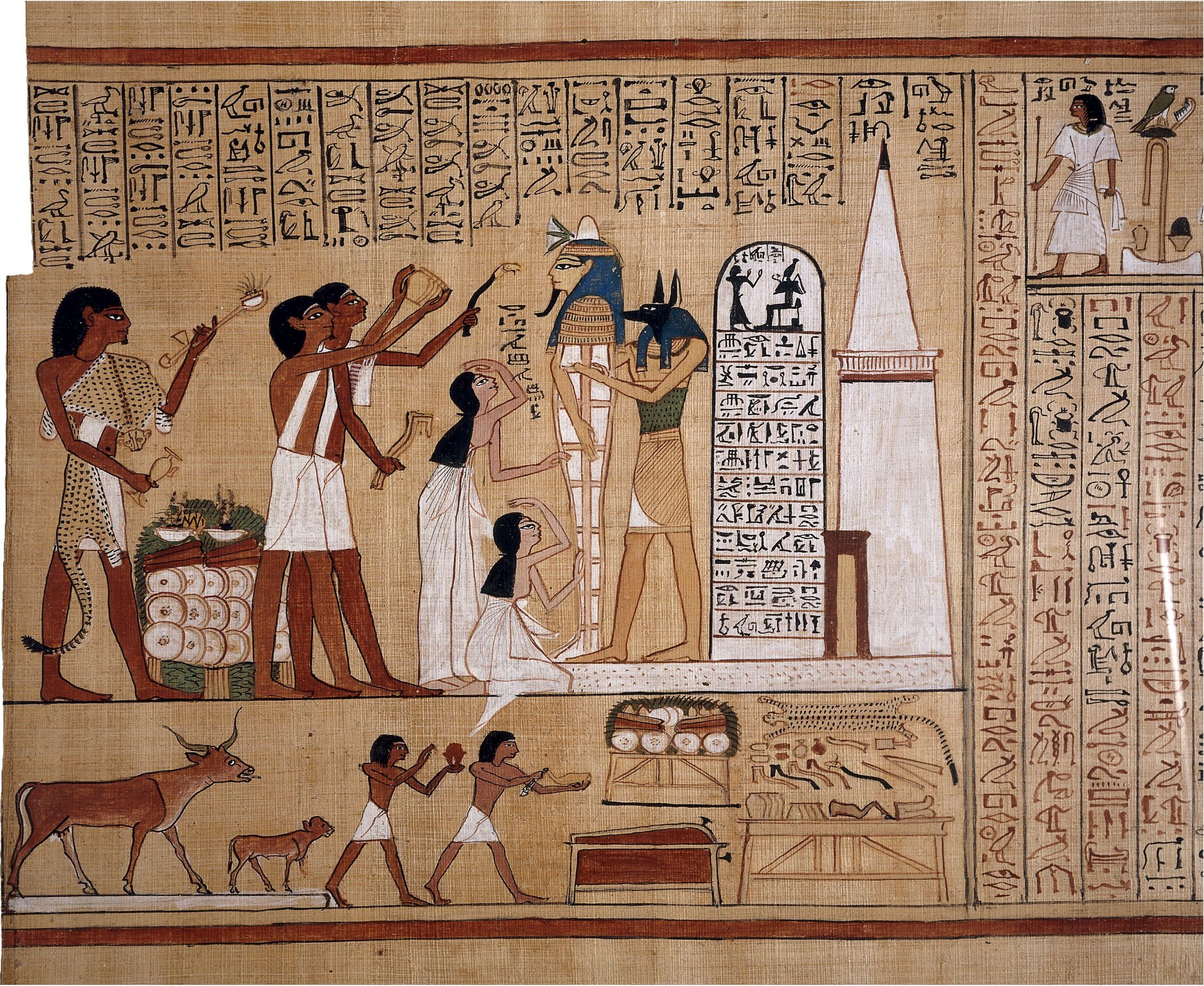
Ilustração do Livro dos Mortos de Hunefer, na qual a sua múmia, segurada por um sacerdote de Anúbis, recebe o ritual da abertura da boca praticado por sacerdotes

Abertura da boca é a designação de um ritual religioso praticado no Antigo Egito através do qual se acreditava poder devolver os sentidos a uma múmia ou fazer de uma estátua ou de um templo um objecto detentor de vida. Este ritual denominava-se uep-rá em egípcio.
A existência deste ritual é comprovada desde a época do Reino Antigo, tendo sido realizado até ao período romano. Os Textos das Pirâmides, que são os textos de carácter funerário mais antigos entre os Egípcios, já apresentavam várias fórmulas a serem recitadas pelos sacerdotes durante esta cerimónia. A partir do Reino Novo o ritual começou a ser realizado sobre os caixões das múmias. 
O ritual era bastante elaborado, podendo durar vários dias caso se realizasse num defunto oriundo da classe abastada. Era conduzido pelo sacerdote sem e frequentemente pelo filho mais velho do falecido. Consistia basicamente em tocar com determinados objectos a boca e os olhos da estátua ou do caixão com o objectivo de permitir com que o morto pudesse comer e beber. Um desses objectos, que apresentava a forma de peixe numa das pontas, era denominado de pesechkef; outro era o setep, uma enxó de carpintaria.
Os sacerdotes começavam por purificar a múmia (que era colocada sobre um monte de terra), usando incenso ou natrão. As facas faziam um corte simbólico sobre os olhos e a boca do caixão ou estátua. Um boi era morto na ocasião e a pata anterior direita era oferecida à múmia.
Uma representação famosa do ritual encontra-se na câmara funerária de Tutancâmon, no Vale dos Reis, na qual o sucessor do faraó, Ai, vestido com pele de leopardo, procede à realização do ritual sobre Tutancâmon. 